# 春天人权中心
春天人权中心（羅馬化：Pravaabarončy centr «Viasna»）是白俄罗斯人权组织，1996年由社运人士阿列斯·比亚利亚茨基创办，总部设在白俄罗斯明斯克。组织為遭卢卡申科政府迫害的民主人士提供经济及法律援助。

## 历史
春天人权中心1997年在明斯克注册成立，2001年白俄羅斯總統選舉期间曾派员监督选举过程，2003年10月被白俄罗斯最高法院强行注销。
2005年，组织和创办人比亚利亚茨基获得捷克非政府组织弱势者颁发的人权贡献奖。
2010年白俄罗斯总统选举结束后，白俄罗斯当局大举镇压不满选举结果的政治反对派，被联合国及欧盟观察员批评，组织办事处和比亚利亚茨基的家也在当局的清洗行动被安全部门搜查。2011年2月14日，检察官办公室传唤比亚利亚茨基，向比亚利亚茨基发出警告，要求春天人权中心停止运作，否则会提告。
2012年11月26日，按照法院判决，白俄罗斯当局查封春天总部。國際特赦組織批评此举“公然违背白俄罗斯的国际人权义务”。
2020年－2021年白俄羅斯示威结束后，春天人权中心和酷刑受害者康复与研究中心、REDRESS和白俄罗斯酷刑调查国际委员会（International Committee for Investigation of Torture in Belarus）宣布组建白俄罗斯国际问责平台（International Accountability Platform for Belarus）。
面对白俄罗斯当局对非官方媒体及人权分子的持续镇压，春天也蒙受着极大的压力。春天戈梅尔州分部律师马尔法·拉布科娃和志愿者塔季扬娜·拉西察（Таццяна Ласіца）被逮捕，面临刑事指控，其中玛丽亚已经被审前拘留超过半年。2021年2月16日，白俄罗斯当局的调查委员会搜查了春天在明斯克及各地的办公室，以及组织成员的居所，组织董事德米特里·索洛维约夫（Дзмітрый Салаўёў）被警方拘留，遭到殴打。目前当局对组织成员的迫害仍在持续中。

## 延伸阅读
- Ioffe, Grigory; Silitski, Vitali.  Third. Lanham: Rowman & Littlefield. 2018: 334. ISBN 978-1538117057 （英语）.